# Kvenische Sprache

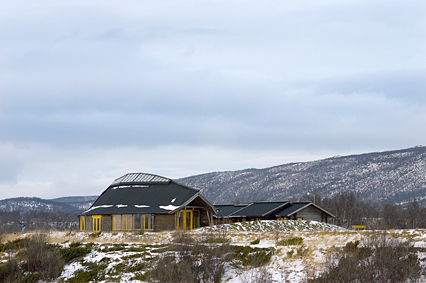
Kvenisches Sprachinstitut in der Gemeinde Porsanger

Die kvenische Sprache (kvenisch: kvääni, norwegisch: kvensk språk) ist eine ostseefinnische Sprache, die von den Kvenen gesprochen wird, den Nachkommen finnischer Einwanderer in Nord-Norwegen. Nach intensiven Diskussionen über seine Einordnung (eigene Sprache oder Dialekt des Finnischen?) ist Kvenisch seit April 2005 in Norwegen offiziell als eigene Sprache anerkannt. Der „Tag des kvenischen Volkes“ (kvenisch: kväänikansan päivä, norwegisch: kvenfolkets dag) wird in Norwegen und Schweden am 16. März gefeiert.
Mehr als 10.000 Personen in Troms und der Finnmark sprechen nach eigenen Angaben Kvenisch und/oder Finnisch. Allerdings ist die Zahl derer, die Kvenisch lesen oder schreiben können, bedeutend niedriger.
Kvenisch ist nah verwandt mit Meänkieli in Schweden und mit nordfinnischen Dialekten. Es weist jedoch Eigenheiten im Wortschatz und teilweise auch in der Grammatik auf, da sich die kvenischen Dialekte über einen längeren Zeitraum unabhängig von der Sprachentwicklung in Finnland entwickelten. So werden nicht alle der 15 Fälle des Finnischen auch in der kvenischen Sprache angewandt. Zugleich gibt es im Kvenischen im Gegensatz zum Finnischen mehr alte Lehnwörter aus dem Schwedischen und neue aus dem Norwegischen, vor allem solche, die nicht im kvenischen Wortschatz vorhanden waren, als sich die Kvenen an der Küste niederließen.
2007 wurde mit dem „Kvenischen Institut“ in Porsanger in der Finnmark ein kvenischer Sprachrat gegründet. Als beratendes Organ entwickelt er in einem ersten Schritt Richtlinien für eine neue Schriftsprache und sammelt Nachweise der verschiedenen kvenischen Dialekte. 2017 erschien ein von Eira Söderholm verfasstes und von dem norwegischen Verlag Cappelen Damm herausgegebenes, fast 500-seitiges Standardwerk für die kvenische Sprache, welches unter anderem über die Webseite des Kvenischen Instituts vertrieben wird.
Als eine der ersten offiziellen Websites Norwegens bietet der Internetwetterdienst yr.no seit dem 9. Februar 2010 Informationen in kvenischer Sprache an.
| Finnisch    | Kvenisch      | Norwegisch  | Deutsch           |
| ----------- | ------------- | ----------- | ----------------- |
| hakemus     | sööknaadi     | søknad      | Bewerbung, Antrag |
| hallitus    | rejeerinki    | regjering   | Regierung         |
| ministeriö  | departementti | departement | Ministerium       |
| säätiedotus | väärmellinki  | værmelding  | Wetterbericht     |

## Phonologie
- Jeder der 26 Grundbuchstaben wird wie das identische IPA-Symbol gesprochen.
- Ÿ wird /⁠ɐ⁠/ gesprochen.
- Ë wird /⁠ə⁠/ gesprochen.
- Ï wird /⁠ɨ⁠/ gesprochen.
- Ü wird /⁠ʉ⁠/ gesprochen.
- Å wird /⁠ɒ⁠/ gesprochen.
- Ă wird /⁠ɶ⁠/ gesprochen.
- Ä wird /⁠æ⁠/ gesprochen.
- Ã wird /⁠ɞ⁠/ gesprochen.
- Ö wird /⁠ø⁠/ gesprochen.
- Õ wird /⁠ɤ⁠/ gesprochen.
- Ǧ wird /⁠ʝ⁠/ gesprochen.
- Ǩ wird /⁠ç⁠/ gesprochen.
- Ľ wird /⁠ʎ⁠/ gesprochen.
- Ň wird /⁠ɲ⁠/ gesprochen.
- Š wird /⁠ʃ⁠/ gesprochen.
- Ž wird /⁠ʒ⁠/ gesprochen.
- Wenn man zweimal das gleiche Zeichen schreibt, wird der Laut gedehnt.
- In jedem Wort wird die vorletzte Silbe betont.
- Die Silbentrennung wird immer vor dem Konsonanten, auf den ein Vokal folgt, gesetzt.

## Alphabetische Sortierung
- Ÿ wird identisch zum E einsortiert.
- Ë, Ï und Ü werden identisch zum Y einsortiert.
- Å, Ä und Ö werden erst hinterm Z einsortiert.
- Ă wird identisch zum Å einsortiert.
- Ã wird identisch zum Ä einsortiert.
- Õ wird identisch zum Ö einsortiert.
- Ǧ wird identisch zur Zeichenfolge GH einsortiert.
- Ǩ wird identisch zur Zeichenfolge KH einsortiert.
- Ľ wird identisch zur Zeichenfolge LH einsortiert, welche im Portugiesischen den entsprechenden Laut vertritt.
- Ň wird identisch zur Zeichenfolge NH einsortiert, welche im Portugiesischen den entsprechenden Laut vertritt.
- Š wird identisch zur Zeichenfolge SH einsortiert, welche im Englischen und Albanischen den entsprechenden Laut vertritt.
- Ž wird identisch zur Zeichenfolge ZH einsortiert, welche im Albanischen den entsprechenden Laut vertritt.